# 山田村 (茨城県)
山田村（やまだむら）は茨城県久慈郡にかつて存在した村である。

## 地理
- 旧水府村の南部、現在の常陸太田市の中部に位置する。
- 村域は阿武隈山地の一部に位置し山がちな地形が多い。

## 歴史
村名はかつて存在した山田郷に由来する。

### 村域の変遷
- 1889年（明治22年）4月1日 - 町村制施行により、東連地村・松平村・和田村・棚谷村・国安村が合併し久慈郡山田村が発足。
- 1955年（昭和30年）3月1日 - 山田村は染和田村・河内村の一部（西河内上）ととも合併し水府村が発足。山田村は消滅。

変遷表
| 1868年 以前 | 1868年 以前 | 明治22年 4月1日 | 昭和30年 3月1日 | 平成16年 12月1日  | 現在       |
| ----------- | ----------- | --------------- | --------------- | ----------------- | ---------- |
|             | 東連地村    | 山田村          | 水府村          | 常陸太田市 に編入 | 常陸太田市 |
|             | 松平村      | 山田村          | 水府村          | 常陸太田市 に編入 | 常陸太田市 |
|             | 和田村      | 山田村          | 水府村          | 常陸太田市 に編入 | 常陸太田市 |
|             | 棚谷村      | 山田村          | 水府村          | 常陸太田市 に編入 | 常陸太田市 |
|             | 国安村      | 山田村          | 水府村          | 常陸太田市 に編入 | 常陸太田市 |

## 人口・世帯

### 人口
総数 [単位： 人]
| 1891年（明治24年） | 2,542 |
| 1920年（大正 9年） | 2,824 |
| 1935年（昭和10年） | 2,961 |
| 1950年（昭和25年） | 3,375 |

### 世帯
総数 [単位： 世帯]
| 1920年（大正 9年） | 578 |
| 1935年（昭和10年） | 530 |
| 1950年（昭和25年） | 593 |